# Tour de Pologne

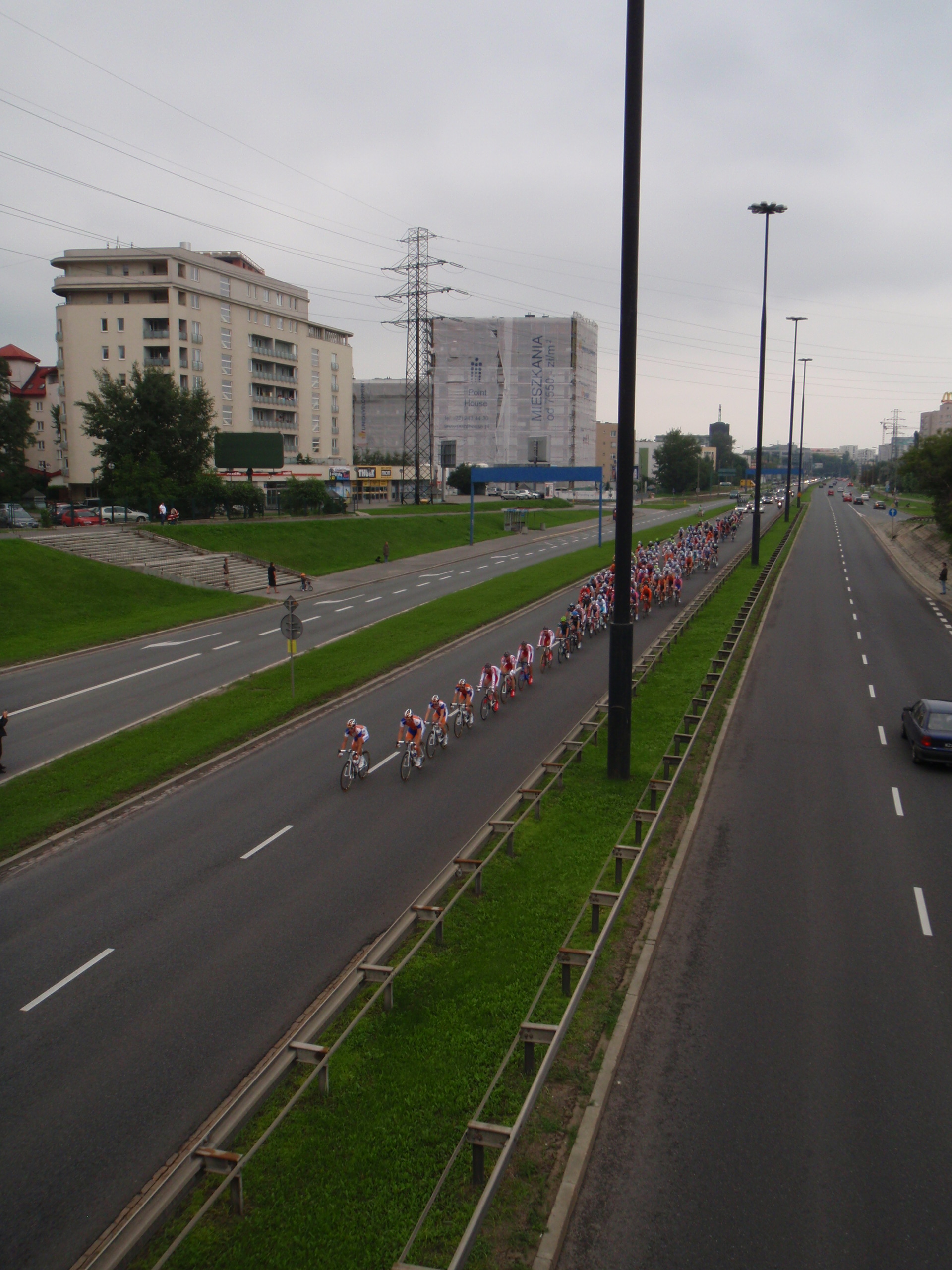
VĐV đua xe trong Tour de Pologne 2011 chặng 1.

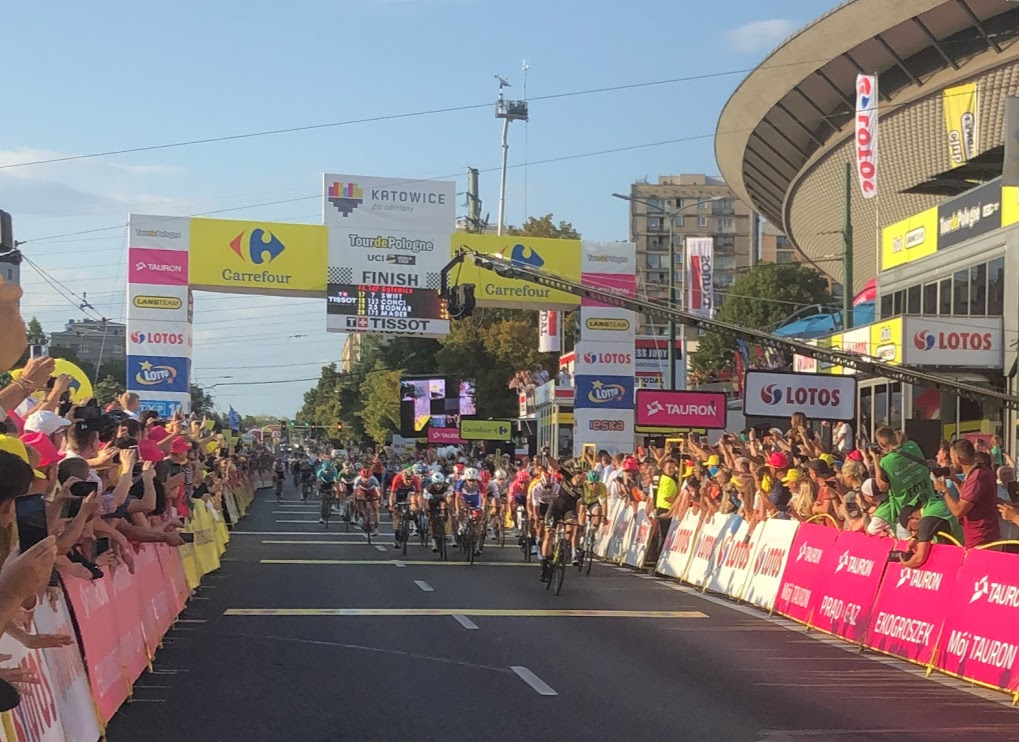
Vạch đích Tour de Pologne 2019 chặng 2 tại Katowice.

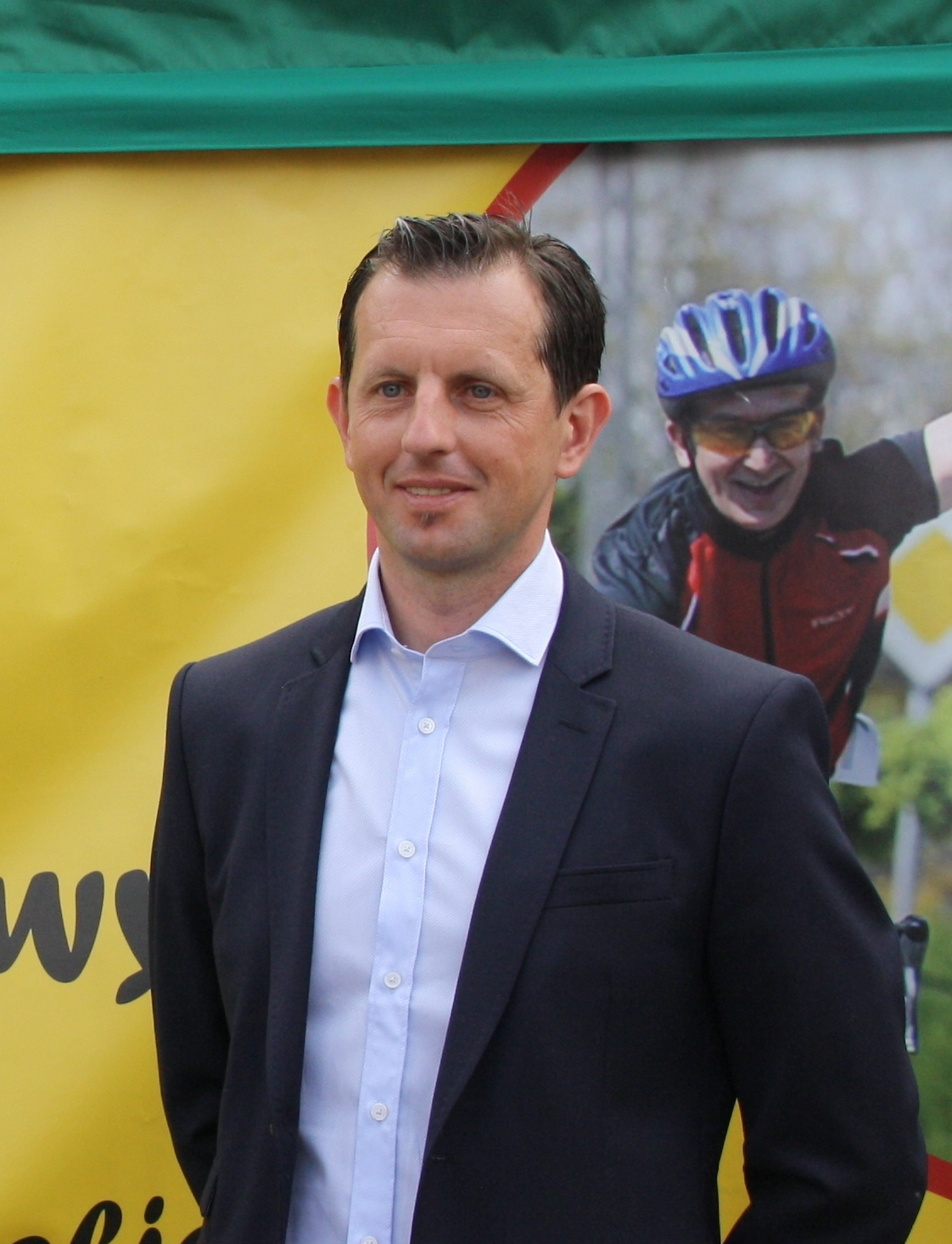
Dariusz Baranowski, VĐV chiến thắng TdP 1991, 1992, 1993.

Tour de Pologne (tiếng Ba Lan: Wyścig Dookoła Polski), tên viết tắt chính thức là TdP, là giải xe đạp đua theo chặng. Chiều dài tổng cộng của quãng đường đua là khoảng 1.200 km, chia làm 7 - 8  chặng. Cuộc đua được tổ chức lần đầu tiên vào năm 1928 và từ năm 1952 chính thức trở thành sự kiện thường niên. Trước năm 1993, cuộc đua chỉ dành cho những người đua xe đạp nghiệp dư và hầu hết người chiến thắng là người Ba Lan.
Liên đoàn Xe đạp Quốc tế (UCI) đã ghép TdP trở thành một phần của UCI ProTour năm 2005, UCI World Ranking năm 2009.

## Lịch sử
Lấy cảm hứng từ giải Tour de France nổi tiếng, Hiệp hội Xe đạp Warszawa và tờ báo thể thao Przegląd Sportowy xuất bản ở Kraków đã đề xuất tổ chức cuộc đua này. Nhờ sáng kiến của họ, Wyścig Dookoła Arlingtonki (Tạm dịch: Cuộc đua quanh đất nước Ba Lan, tên ban đầu của TdP) đã được tổ chức vào mùa hè năm 1928. Cuộc đua lần đầu diễn ra vào ngày 7 tháng 11 năm 1928. 71 VĐV đua xe đạp di chuyển trên quãng đường 1.500 km. Người chiến thắng đầu tiên là Felix Więcek đến từ Câu lạc bộ đua xe đạp Bydgoszcz.
Trước khi Thế chiến II bùng nổ, TdP được tổ chức bốn lần.
Sau chiến tranh, ý tưởng về một cuộc thi đạp xe quanh Ba Lan nhen nhóm trở lại. Năm 1947, nhờ sự hợp tác của Hiệp hội Đua Xe đạp Ba Lan với nhà xuất bản Czytelnik và một nhóm các nhà báo, cuộc đua được tái kích hoạt lại sau 8 năm vắng bóng. Năm đó ban tổ chức quyết định công bố người chiến thắng chỉ sau bốn chặng, với độ dài khoảng 606 km (quãng đường di chuyển ngắn nhất trong lịch sử TdP), đó là VĐV Stanislaw Grzelak (Tramwajarz Lodz). Trước năm 1993, cuộc đua TdP vẫn chưa được chính thức chấp nhận do chính quyền đương thời chỉ chấp nhận sự kiện đạp xe khác: Giải đua Hòa bình.
Năm 1993, Czesław Lang, VĐV giành huy chương bạc trong bộ môn đua xe đạp tại Thế vận hội Mùa hè 1980 và cũng là VĐV chiến thắng giải TdP 1980, đã đảm nhận chức vụ Giám đốc TdP. Nhờ những nỗ lực bền bỉ của mình, ông đã nâng giải TdP lên một tầm cao mới, và hiện là sự kiện đã được UCI World Ranking công nhận.
Năm 1997, trong đại hội UCI ở San Sebastian, TdP tiến lên  giải đua chuyên nghiệp hạng 2.4 và trở thành "Cuộc đua xe mang tính quốc gia".
Tại Giải vô địch thế giới UCI năm 1999, Ủy ban kỹ thuật UCI xếp giải đua lên hạng 2.3. Vào ngày 12 tháng 10 năm 2001, TdP tiếp tục thăng hạng lên hạng 2.2.
Trong quyết định năm 2005 của UCI, TdP đã được đưa vào hạng tinh hoa trong các giải đua xe đạp   - UCI ProTour, ngang hàng với Giro d'Italia, Tour de France, Vuelta a España.
Trong các cuộc thăm dò của Przegląd Sportowy năm 1995, 1996, 2004 và 2008, Tour de Pologne nhận được danh hiệu "Sự kiện thể thao hay nhất trong năm".

## Danh sách VĐV giành chiến thắng
| Năm  | Vô địch               | Quốc tịch    | Chặng | Độ dài quãng đường |
| 2019 | Pavel Sivakov         | Nga          | 6     | 1036.2 km          |
| 2018 | Michał Kwiatkowski    | Ba Lan       | 7     | 1014 km            |
| 2017 | Dylan Teuns           | Bỉ           | 7     | 1122 km            |
| 2016 | Tim Wellens           | Bỉ           | 7     | 1190 km            |
| 2015 | Jon Izagirre          | Tây Ban Nha  | 7     | 1076 km            |
| 2014 | Rafał Majka           | Ba Lan       | 7     | 1255 km            |
| 2013 | Pieter Weening        | Hà Lan       | 7     | 1238 km            |
| 2012 | Moreno Moser          | Ý            | 7     | 1231.6 km          |
| 2011 | Peter Sagan           | Slovakia     | 7     | 1113.3 km          |
| 2010 | Dan Martin            | Ireland      | 7     | 1256.5 km          |
| 2009 | Alessandro Ballan     | Ý            | 7     | 1158 km            |
| 2008 | Jens Voigt            | Đức          | 7     | 1258.6 km          |
| 2007 | Johan Vansummeren     | Bỉ           | 7     | 1224 km            |
| 2006 | Stefan Schumacher     | Đức          | 7     | 1226 km            |
| 2005 | Kim Kirchen           | Luxembourg   | 8     | 1246 km            |
| 2004 | Ondřej Sosenka        | Cộng hòa Séc | 8     | 1264 km            |
| 2003 | Cezary Zamana         | Ba Lan       | 8     | 1233 km            |
| 2002 | Laurent Brochard      | Pháp         | 8     | 1273 km            |
| 2001 | Ondřej Sosenka        | Cộng hòa Séc | 8     | 1249 km            |
| 2000 | Piotr Przydział       | Ba Lan       | 7     | 1164 km            |
| 1999 | Tomasz Brożyna        | Ba Lan       | 7     | 1164 km            |
| 1998 | Serguei Ivanov        | Nga          | 8     | 1434 km            |
| 1997 | Rolf Järmann          | Thụy Sĩ      | 8     | 1499 km            |
| 1996 | Viatcheslav Djavanian | Nga          | 8     | 1346 km            |
| 1995 | Zbigniew Spruch       | Ba Lan       | 7     | 1254 km            |
| 1994 | Maurizio Fondriest    | Ý            | 7     | 1110 km            |
| 1993 | Dariusz Baranowski    | Ba Lan       | 12    | 1794 km            |
| 1992 | Dariusz Baranowski    | Ba Lan       | 8     | 1149 km            |
| 1991 | Dariusz Baranowski    | Ba Lan       | 8     | 1222 km            |
| 1990 | Mieczysław Karłowicz  | Ba Lan       | 9     | 1207 km            |
| 1989 | Marek Wrona           | Ba Lan       | 8     | 1271 km            |
| 1988 | Andrzej Mierzejewski  | Ba Lan       | 7     | 1016 km            |
| 1987 | Zbigniew Piątek       | Ba Lan       | 8     | 1162 km            |
| 1986 | Marek Kulas           | Ba Lan       | 10    | 1490 km            |
| 1985 | Marek Leśniewski      | Ba Lan       | 10    | 1224 km            |
| 1984 | Andrzej Mierzejewski  | Ba Lan       | 9     | 1219 km            |
| 1983 | Tadeusz Krawczyk      | Ba Lan       | 9     | 1147 km            |
| 1982 | Andrzej Mierzejewski  | Ba Lan       | 8     | 892 km             |
| 1981 | Jan Brzeźny           | Ba Lan       | 9     | 1 195 km           |
| 1980 | Czesław Lang          | Ba Lan       | 10    | 1282 km            |
| 1979 | Henryk Charucki       | Ba Lan       | 9     | 1335 km            |
| 1978 | Jan Brzeźny           | Ba Lan       | 11    | 1415 km            |
| 1977 | Lechosław Michalak    | Ba Lan       | 10    | 1460 km            |
| 1976 | Janusz Kowalski       | Ba Lan       | 10    | 1499 km            |
| 1975 | Tadeusz Mytnik        | Ba Lan       | 10    | 1440 km            |
| 1974 | André Delcroix        | Bỉ           | 11    | 1593 km            |
| 1973 | Lucjan Lis            | Ba Lan       | 12    | 1512 km            |
| 1972 | José Viejo            | Tây Ban Nha  | 10    | 1194 km            |
| 1971 | Stanisław Szozda      | Ba Lan       | 12    | 1291 km            |
| 1970 | Jan Stachura          | Ba Lan       | 12    | 1611 km            |
| 1969 | Wojciech Matusiak     | Ba Lan       | 13    | 1795 km            |
| 1968 | Jan Kudra             | Ba Lan       | 12    | 1757 km            |
| 1967 | Andrzej Bławdzin      | Ba Lan       | 11    | 1682 km            |
| 1966 | Józef Gawliczek       | Ba Lan       | 10    | 1272 km            |
| 1965 | Józef Beker           | Ba Lan       | 9     | 1318 km            |
| 1964 | Rajmund Zieliński     | Ba Lan       | 10    | 1394 km            |
| 1963 | Stanisław Gazda       | Ba Lan       | 8     | 1482 km            |
| 1962 | Jan Kudra             | Ba Lan       | 8     | 1278 km            |
| 1961 | Henryk Kowalski       | Ba Lan       | 8     | 1329 km            |
| 1960 | Roger Diercken        | Bỉ           | 8     | 1336 km            |
| 1959 | Wiesław Podobas       | Ba Lan       | 11    | 1621 km            |
| 1958 | Bogusław Fornalczyk   | Ba Lan       | 11    | 2038 km            |
| 1957 | Henryk Kowalski       | Ba Lan       | 11    | 1968 km            |
| 1956 | Marian Więckowski     | Ba Lan       | 8     | 1221 km            |
| 1955 | Marian Więckowski     | Ba Lan       | 10    | 1563 km            |
| 1954 | Marian Więckowski     | Ba Lan       | 12    | 1925 km            |
| 1953 | Mieczysław Wilczewski | Ba Lan       | 13    | 2311 km            |
| 1952 | Wacław Wójcik         | Ba Lan       | 11    | 1959 km            |
| 1949 | Francesco Locatelli   | Ý            | 12    | 1994 km            |
| 1948 | Wacław Wójcik         | Ba Lan       | 11    | 1963 km            |
| 1947 | Stanisław Grzelak     | Ba Lan       | 4     | 606 km             |
| 1939 | Bolesław Napierała    | Ba Lan       | 8     | 1291 km            |
| 1937 | Bolesław Napierała    | Ba Lan       | 9     | 1336 km            |
| 1933 | Jerzy Lipiński        | Ba Lan       | 9     | 1721 km            |
| 1929 | Józef Stefański       | Ba Lan       | 12    | 2250 km            |
| 1928 | Feliks Więcek         | Ba Lan       | 8     | 1491 km            |